# Tanjung Piai
Tanjung Piai ist ein Kap in Malaysia und der südlichste Punkt des asiatischen Festlandes. Es befindet sich im Distrikt Pontian des Bundesstaates Johor.
Tanjung Piai liegt an der Südspitze der Malaiischen Halbinsel westlich von Singapur und etwa 35 km Luftlinie südwestlich von Johor Bahru. Im Westen befindet sich das südöstliche Ende der Straße von Malakka, im Südosten der Eingang zur Straße von Singapur und im Nordosten der Eingang zur Straße von Johor.
Das Kap ist eingebettet in den 1971 eingerichteten 926 Hektar großen Nationalpark Tanjung Piai, der zum Großteil aus Mangrovenwäldern besteht.